# Bundesstraße 156
De Bundesstraße 156 (ook wel B156) is een weg in de Duitse deelstaten Brandenburg en Saksen.
Ze begint bij Bahnsdorf dicht bij Großräschen en loopt langs de steden Spremberg en Weißwasser naar Bautzen. Ze is ongeveer 82 km lang.

## Routebeschrijving
Brandendurg
Ze begint ten zuidoosten van Großräschen op de B96 Ongeveer tien kilometer ten zuidoosten van het beginpunt ligt de deelstaatgrens met Saksen.
Saksen
Ze loopt door een leeg gebied en lust weer terug Brandenburg in.
Brandenburg
Ze komt door Spremberg waar ze de B97 kruist. Vervolgen komt ze door Tschernitz in het oosten van deze gemeente sluit ze aan op de B115 waarna ze samen Saksen in lopen.
Saksen
Ten zuidwesten van Bad Muskau splitsen de wegen zich en loopt ze door Weißwasser. Na Weißwasser naar afrit Bautzen waar men de A4 kruist. In Bautzem vormt ze de oostelijke invalsweg waarop de B6 vanuit Görlitz aansluit. Ze eindigt in Bautzen op een kruising met de B96.
B1 · B2 · B4 · B5 · B75 · B76 · B77 · B87 · B96 · B96a · B96b · B97 · B101 · B102 · B103 · B104 · B105 · B106 · B107 · B108 · B109 · B110 · B111 · B112 · B112n · B113 · B115 · B122 · B156 · B158 · B166 · B167 · B168 · B169 · B179 · B182 · B183 · B187 · B188 · B189 · B190n · B191 · B192 · B193 · B194 · B195 · B196 · B197 · B198 · B199 · B200 · B201 · B202 · B203 · B204 · B205 · B206 · B207 · B208 · B209 · B246 · B320 · B321 · B404 · B430 · B431 · B432 · B434 · B435 · B495 · B501 · B502 · B503
B1 · B2 · B4 · B6 · B6n · B7 · B19 · B27 · B62 · B71 · B71n · B79 · B80 · B81 · B84 · B85 · B86 · B87 · B88 · B89 · B90 · B91 · B92 · B93 · B94 · B95 · B96 · B97 · B98 · B99 · B100 · B101 · B107 · B115 · B156 · B169 · B170 · B171 · B172 · B172a · B172b · B173 · B174 · B175 · B176 · B178 · B180 · B181 · B182 · B183 · B183a · B184 · B185 · B186 · B187 · B187a · B188 · B189 · B190 · B190n · B242 · B243 · B244 · B245 · B245a · B246 · B246a · B247 · B248 · B248a · B249 · B250 · B278 · B280 · B281 · B282 · B283 · B285